# باربرا دي أنغيليس
باربرا دي أنغيليس (بالإنجليزية: Barbara De Angelis)‏ هي كاتِبة وعالمة نفس أمريكية، ولدت في 4 مارس 1951.

## وصلات خارجية
- باربرا دي أنغيليس على موقع IMDb (الإنجليزية)
- باربرا دي أنغيليس على موقع قاعدة بيانات برودواي على الإنترنت (الإنجليزية)
- باربرا دي أنغيليس على موقع قاعدة بيانات الفيلم (الإنجليزية)